# Richstein
Richstein is een plaats in de Duitse gemeente Bad Berleburg, deelstaat Noordrijn-Westfalen, en telt 337 inwoners (2007).